# مانوئل مانسو
مانوئل مانسو (اسپانیایی: Manuel Manzo‎؛ زادهٔ ۱۰ فوریهٔ ۱۹۵۲) بازیکن فوتبال اهل مکزیک بود.
از باشگاه‌هایی که در آن بازی کرده‌است می‌توان به باشگاه فوتبال اونیورسیداد ناسیونال، باشگاه فوتبال تیگرس اونال، باشگاه فوتبال نیکاکسا، باشگاه فوتبال آتلانتی، باشگاه فوتبال اتلتیکو اسپانیول، باشگاه فوتبال گوادالاخارا، و باشگاه فوتبال لئون اشاره کرد.
وی همچنین در تیم ملی فوتبال مکزیک بازی کرده‌است.